# Râul Biniș
Râul Biniș este un afluent al râului Coștei. 

## Hărți
- Harta județului Timiș